# Mostra internazionale di musica leggera 1970
La sesta edizione della Mostra internazionale di musica leggera si tenne a Venezia nel settembre 1970.
Alla conduzione della manifestazione Giorgio Albertazzi sostituì Mike Bongiorno. Come nell'edizione precedente vennero assegnate due Gondole d'Oro, a Ornella Vanoni per il brano L'appuntamento e ai Mungo Jerry con la canzone In the Summertime. La Gondola d'Argento se l'aggiudicò Donatello con il brano Malattia d'amore.

## Partecipanti
- Ornella Vanoni con L'appuntamento - "Gondola d'Oro"
- Donatello con Malattia d'amore - "Gondola d'Argento"
- Gigliola Cinquetti con Il condor
- Claudio Baglioni con Notte di Natale
- Dalida con Darla dirladada
- Dik Dik con Vivo per te
- Johnny Dorelli con L'inno della gioia
- Sergio Endrigo con Oriente
- Gianni Farano con Mercato persiano
- Gipo Farassino con Quando lei arriverà
- Rosanna Fratello con Io canto per amore
- Enrica Gardini con La sera
- Giovanna con Cronaca nera
- Little Tony con Capelli biondi
- Gianni Morandi con Al bar si muore
- Georges Moustaki con Requiem per chi sa chi
- Mungo Jerry con In the Summertime - "Gondola d'Oro"
- Irene Papas con La soglia
- Patty Pravo con La solitudine
- Amália Rodrigues con La casa in via del Campo
- Sandie Shaw con Batti cuore mio
- Bobby Solo con Ieri sì
- Sheila con Adios amor
- Al Bano con Il suo volto, il suo sorriso
- Massimo Ranieri con Sogno d'amore
- Pino Donaggio con Concerto per Venezia che muore
- Riccardo Del Turco con Babilonia
- Ricchi e Poveri con Primo sole, primo fiore
- Aguaviva con Poetas andaluces
- Caterina Valente con America, America
- Christie con Yellow River
- George Baker Selection con Midnight
- Michel Delpech con Cara Lisa
- Tuca con Negro negrito Pedro
- Wallace Collection con Walk on out
- Claude François con Come l'acqua come il vento
- Fabio Trioli con Presto
- Maurizio & Fabrizio con Come il vento
- Computers con Bella
- Paola Musiani con Faccia da schiaffi
- Tihm con Il primo passo
- Lionello con Primi giorni di settembre
- Patrizia Fabbri con Vai, prendi e vai[1]